# Aleja potępionych
Aleja potępionych lub Droga przez piekło (ang. Damnation Alley, Survival Run) – amerykański film s-f z 1977 roku, luźno nawiązujący do powieści Rogera Zelazny’ego Aleja Potępienia.

## Fabuła
Po III wojnie światowej oś ziemi została zaburzona po wybuchach jądrowych. Stany Zjednoczone zamieniły się w pustynię. Kilku weteranów lotnictwa: Denton (George Peppard), Tanner (Jan-Michael Vincent) i Keegan (Paul Winfield), muszą przebyć drogę przez najbardziej skażone i niebezpieczne rejony w poszukiwaniu śladów cywilizacji.

## Obsada
- Jackie Earle Haley – Billy
- Paul Winfield – Keegan
- Jan-Michael Vincent – Tanner
- George Peppard – major Eugene Denton
- Dominique Sanda – Janice
- Robert Donner – Mountain Man
- Mark L. Taylor – Haskins
- Kip Niven – Tom Perry
- Marcia Holley – Gloria
- Trent Dolan – technik
- Bob Hackman – pułkownik